# Середня школа Дона Антоніо Луго
Середня школа Дона Антоніо Луго — одна з чотирьох середніх шкіл об'єднаного шкільного округу Долини Чіно, розташована в місті Чино, штат Каліфорнія, США. Талісман школи — Конкістадор. Навчальний заклад засновано в 1972 році, і протягом цього року школа приймала лише першокурсників . Кожного наступного року додавався ще один клас першокурсників, поки в 1980 році в школі вперше не було всіх чотирьох класів.
- Чад Кордеро — професійний бейсболіст
- Пітер Хьюз — басист інді-рок групи The Mountain Goats
- Тодд Джонс — фронтмен хардкор панк-гурту Nails
- Джошуа Манс — олімпійський спринтер
- Лія О'Брайен-Аміко — триразова золота медалістка Олімпійських ігор у складі жіночої збірної США з софтболу
- Морія Пітерс — сучасна християнська співачка і автор пісень
- Даяна Тауразі (нар. 1982) — професійна баскетболістка[3]
- Esera Tuaolo — футбольний носовий підкат
- Джордж Уко — футбольний захист
- Хоакін Зендехас — футболіст
- Луїс Зендехас — футболіст
- Марті Зендехас — футболіст
- Макс Зендеяс — футболіст
- Тоні Зендехас — футболіст